# Bolboceratops scorteccii
Bolboceratops scorteccii är en skalbaggsart som beskrevs av Carpaneto, Mignani och Piattella 1993. Bolboceratops scorteccii ingår i släktet Bolboceratops och familjen Bolboceratidae. Inga underarter finns listade.